# Diectomis
Diectomis es un género de plantas herbáceas de la familia de las poáceas. Es originario de África, Asia, Caribe y Oceanía.

## Citología
Número de la base del cromosoma, x = 5, o 10. 2n = 20. 2 ploid.

## Especies
- Diectomis angustata J.Presl
- Diectomis fastigiata (Sw.) P.Beauv.
- Diectomis laxa Nees